# Handball-Weltmeisterschaft der Männer 2031
Die 32. Handball-Weltmeisterschaft der Männer soll im Jahr 2031 in Dänemark, Island und Norwegen stattfinden. Veranstalter ist die Internationale Handballföderation (IHF).

## Bewerber
Ihr Interesse an der Ausrichtung der Weltmeisterschaft 2029 bekundeten, in einer gemeinsamen Bewerbung, die Handballverbände aus Frankreich, Deutschland und der Schweiz. Interesse bekundete auch der Handballverband Saudi-Arabiens.
Beim IHF Council am 16. April 2024 in Créteil wurde die IHF die Austragungsrechte für die Weltmeisterschaften der Jahre 2029 und 2031 vergeben, für die nach einem Auswahlprozess die gemeinsamen Bewerbungen der Handballverbände Dänemarks, Island und Norwegens sowie der Verbände Frankreichs und Deutschlands, die sich jeweils für beide Weltmeisterschaften bewarben, übrig blieben. Den Zuschlag erhielten die Verbände von Dänemark, Island und Norwegen.

## Teilnehmer
Am Turnier werden 32 Nationen teilnehmen. Qualifiziert sind:
- Island, Dänemark und Norwegen als Gastgeber
- des Gewinners der Weltmeisterschaft 2029

## Übertragungsrechte
Die Rechte zur Übertragung der deutschen Spiele der Männer und der Frauen sowie der Endspiele der Weltmeisterschaften 2027, 2029 und 2031 für Deutschland erwarb die ProSiebenSat.1 Media. Die Pay-TV-Rechte aller Spiele erwarb Dyn Media.